# Tulak
Tulak UL – samolot ultralekki w układzie zastrzałowego górnopłatu o bardzo prostej konstrukcji. Kadłub i usterzenie z kratownicy spawanej z rur stalowych oraz drewniane skrzydła pokryte są ceconitem i blachą. Uznawany jest za replikę (kopię w skali 7/8) brytyjskiego samolotu British Taylorcraft Auster z okresu II wojny światowej (będącego rozwinięciem amerykańskiej maszyny Taylorcraft) i podobnie jak on oferowany jest z silnikiem bokser albo z 4-cylindrowym wiszącym silnikiem rzędowym.  
Jest to jeden z najbardziej popularnych samolotów w Czechach. Nazwa „Tulak” oznacza z czeskiego „włóczykij”, co z kolei nawiązuje do amerykańskiego Pipera PA-15 „Vagabond”, stanowiącego podobną ewolucję Taylorcrafta z końca lat 40.
Dwuosobowa kabina została wyposażona w dwa kompletne układy sterowania. Siedzenia w kabinie umiejscowione są obok siebie.

Osiągi:
- Prędkość przelotowa: ok. 120 km/h
- Prędkość minimalna: 60 km/h
- Wznoszenie: ok. 4 m/s